# Loxa
Das Loxa war eine Stückeinheit auf Sumatra.

## Maß
Das Maß war für den Handel mit Betelnüssen bestimmt und machte nur Sinn in Verbindung mit dem Gewichtsmaß Pera. Der Pera wurde nur in der Salzmaß-Variante gebraucht. Gewogen wurde mit Pera und dann die Ware ausgezählt, oder die Menge in Loxas geschätzt.
- 1 Loxa = 10000 Nüsse, entsprach 76 1/5 Kilogramm[1]